# دوري باربادوس لكرة القدم 2018
دوري باربادوس لكرة القدم 2018 هو الموسم 72 من دوري باربادوس لكرة القدم. كان عدد الأندية المشاركة فيه 12، وفاز فيه Weymouth Wales FC ‏.